# Celso Machado
Celso Machado (Ribeirão Preto, 27 gennaio 1953) è un musicista, chitarrista e percussionista brasiliano naturalizzato canadese specializzato in musiche etniche.

## Biografia
Residente a Vancouver in Canada, da oltre quarant'anni si esibisce in concerto, con altri musicisti, in Brasile, Stati Uniti ed Europa, oltre che in Canada. Oltre all'attività concertistica si dedica alla composizione ed all'insegnamento.
Egli è particolarmente noto per la sua abilità nel riprodurre il canto degli uccelli utilizzando fiati e percussioni.